# Willem van Est
Willem Titus van Est (Batavia, 12 december 1921 - Amsterdam, 30 juli 2002) was een Nederlands wiskundige en hoogleraar meetkunde.

## Jeugd en opleiding
Van Est groeide op in Batavia in het voormalig Nederlands-Indië. Hier was zijn vader werkzaam bij de politie. Hij behaalde in 1937 zijn HBS-diploma aan de Koning Willem III HBS te Batavia, waarna hij in 1938 naar Nederland kwam om daar wis- en natuurkunde te gaan studeren aan de Universiteit van Amsterdam. In 1942 behaalde hij zijn kandidaatsexamen en onderbrak zijn studie door de Tweede Wereldoorlog tot 1945. In 1948 behaalde hij zijn doctoraalexamen wiskunde. Een van zijn docenten was Hans Freudenthal, die colleges analyse gaf. Tijdens de oorlog moest Freudenthal onderduiken vanwege zijn Joodse afkomst. Na de oorlog probeerde Van Est hem voor de Universiteit van Amsterdam te behouden, maar Freudenthal verkoos de Universiteit van Utrecht waar hij hoogleraar kon worden en Van Est ging daar voor hem werken als wetenschappelijk assistent.

## Promotie
Na de oorlog trouwde Van Est en kreeg twee kinderen. Naast zijn werk aan de universiteit gaf hij les aan het Murmellius Gymnasium in Alkmaar. Hij promoveerde in 1950 cum laude op het proefschrift On a Generalization of a Theorem of J. Nielsen bij Freudenthal. In zijn proefschrift plaatste hij de stelling van Nielsen, die zegt dat een niet-commutatieve groep van hyperbolische translaties in het hyperbolische vlak noodzakelijk discreet is, in een bredere en algemene context. Hij verving het hyperbolische vlak door een symmetrische ruimte van een halfenkelvoudige reële Lie-groep. Het bewijs van de generalisatie berustte op een algebraïsch resultaat over de Lie-algebra van een dergelijke groep. Met zijn proefschrift bewees Van Est over een grondige kennis van het fundamentele werk van de Franse wiskundige Elie Cartan te beschikken. Het werk van deze grondlegger zou voor hem altijd een bron en leidraad voor zijn eigen werk blijven vormen.

## Hoogleraarschap in Utrecht
Nadat hij gepromoveerd was, kreeg Van Est een baan als wetenschappelijk medewerker aan de Universiteit van Utrecht. In 1953 volgde een promotie tot lector en in 1955 werd hij benoemd tot buitengewoon hoogleraar. In zijn jaren in Utrecht verkreeg Van Est internationale bekendheid op zijn vakgebied door zijn studies van de algemene homologische algebra in relatie tot de Lie-theorie. Zijn ontdekking van een bijzondere relatie tussen de cohomologie van de Lie-groepen wordt tegenwoordig aangeduid als het isomorfisme van Van Est. Van Est publiceerde zijn bewijs dat de globale cohomologie van de van Lie-groepen beschreven kunnen worden in termen van een infinitesimale Lie-algebra in de Proceedings van de KNAW. In 1953 en 1954 werkte hij op uitnodiging van de Amerikaanse hoogleraar topologie Ralph Fox een jaar aan de Universiteit van Princeton, waar hij werkte aan het aanscherpen van eerdere resultaten van zijn werk aan de methodologie van spectraalrijen. Zijn verbeterde gepubliceerde versie hiervan bevatte onder meer de publicatie van de spectraalrij van Van Est.

## Hoogleraarschap in Leiden
In 1956 aanvaardde Van Est een algemeen hoogleraarschap meetkunde aan de Rijksuniversiteit Leiden. Hier was hij onder meer promotor van de latere hoogleraren A. van de Ven, J. Singh Varma en Frans Oort. In Leiden richtte zijn onderzoekswerk zich op het integreerbaarheidsprobleem voor Lie-algebra's. Zijn onderzoeken leidden onder meer tot verdere verkenningen van de oneindig-dimensionale Lie-algebra's en zouden uiteindelijk uitmonden in de bijdragen van Van Est aan de theorie van foliaties.

## Hoogleraarschap Amsterdam
In 1972 werd Van Est benoemd tot hoogleraar aan de Universiteit van Amsterdam. Hier zou hij tot zijn emeritaat in 1986 blijven werken. In 1973 werd hij tevens benoemd tot lid van de Koninklijke Nederlandse Akademie van Wetenschappen. In Amsterdam werkte hij vooral aan het zoeken naar een algemener begrip voor de integratie van Banach-Lie-algebra's. Hij ontwikkelde hiervoor het begrip S-atlas. Hiermee konden gewone variëteiten beschreven worden in de termen van "atlassen". Lokale open delen werden dan beschreven als "kaarten", die dan samen gezien konden worden als een "atlas". De letter S verwees naar de Japanse wiskundige Ichiro Satake, die de variëteiten ooit had beschreven. Door zijn beschrijvingen van de S-atlassen werd het mogelijk een aantal klassieke resultaten uit de foliatietheorie op een zeer heldere en natuurlijke manier af te leiden.

## Nevenactiviteiten
Van Est was jarenlang curator van het Centrum Wiskunde & Informatica en was een aantal jaren vicevoorzitter van de sectie Natuurkunde van de KNAW. Nadat hij met emeritaat was gegaan, besteedde hij veel tijd aan een andere voorliefde, de Spaanse taalkunde. In 1987 ontving hij een eredoctoraat van de Universiteit van Toulouse.